# Libertação da Sérvia, Albânia e Montenegro (1918)
A Libertação do Reino da Sérvia, Principado da Albânia e Reino de Montenegro foi uma ação militar nos Bálcãs nas últimas semanas da Primeira Guerra Mundial. Entre 29 de setembro e 11 de novembro de 1918, o Exército Aliado do Oriente libertou esses três países da ocupação pelas Potências Centrais.

## Antecedentes
Após um notável sucesso defensivo contra a Áustria-Hungria em 1914, a Sérvia foi rapidamente derrotada pelas forças combinadas das Potências Centrais depois que a Bulgária declarou guerra em outubro de 1915. Os remanescentes do Exército Real Sérvio recuaram para os portos albaneses ocupados pelos italianos de Durazzo e Valona, onde as forças navais da Entente realizaram uma evacuação marítima, inicialmente principalmente para a ilha jônica grega de Corfu. Também em outubro de 1915, elementos avançados de uma força expedicionária francesa e britânica chegaram por mar a Salônica, na Macedônia Grega. Assim, a Grécia neutra viu-se cada vez mais envolvida na guerra. Perseguindo os sérvios em retirada, as Potências Centrais também ocuparam a Albânia, enquanto a derrota de Montenegro ocorreu em janeiro de 1916. As Potências Centrais ocuparam assim a Sérvia, Montenegro e a maior parte da Albânia, incluindo Durazzo, enquanto a Entente manteve Valona e ocupou uma parte do norte da Grécia, estabelecendo a Frente da Macedônia em Salonica para estimular a participação grega ativa, para fornecer um local para redistribuir e fornecer um exército sérvio reorganizado e reequipado, e para lutar contra as Potências Centrais nos Balcãs. 
As ofensivas da Entente na Frente Macedônia foram ineficazes até setembro de 1918, quando a ofensiva de Vardar subitamente superou as defesas búlgaras e das Potências Centrais, começando com a Batalha de Dobro Pole em 15 de setembro. No final de setembro, um motim atingiu o exército búlgaro, cuja vontade de lutar estava exaurida. As forças da Entente avançaram rapidamente para Macedônia do Vardar. Em 29 de setembro, as forças sérvias e francesas libertaram Skopje, então conhecida como Uskub, enquanto a Bulgária capitulava. 
O armistício búlgaro permitiu à Entente acesso irrestrito às ferrovias búlgaras e exigiu que a Bulgária expulsasse outras forças das Potências Centrais. Isso levou a um colapso decisivo das Potências Centrais em todas as frentes e a um fim inesperadamente rápido para a guerra mais ampla. Em grande desvantagem numérica e expostas, as forças alemãs e austro-húngaras nos Bálcãs, incluindo o 11º Exército na Sérvia, o XIX Corpo na Albânia e pequenas unidades de apoio à Bulgária, fugiram para o norte, em direção à Hungria, derrotadas ou forçadas a se retirar. Sem forças das Potências Centrais entre as forças gregas e britânicas e Constantinopla, o Império Otomano concluiu um armistício em 30 de outubro. A libertação de Belgrado em 1º de novembro, ameaçando uma invasão quase sem oposição da Hungria pelos sérvios e franceses, combinada com revoltas étnicas domésticas e crescente motim militar, ajudou a forçar a Áustria-Hungria a um armistício em 3 de novembro. Em 10 de novembro, a Romênia repudiou o Tratado de Bucareste e voltou a entrar na guerra. Sozinha e diante de uma derrota iminente e certa, a Alemanha concordou com o armistício em 11 de novembro. 

## Libertação

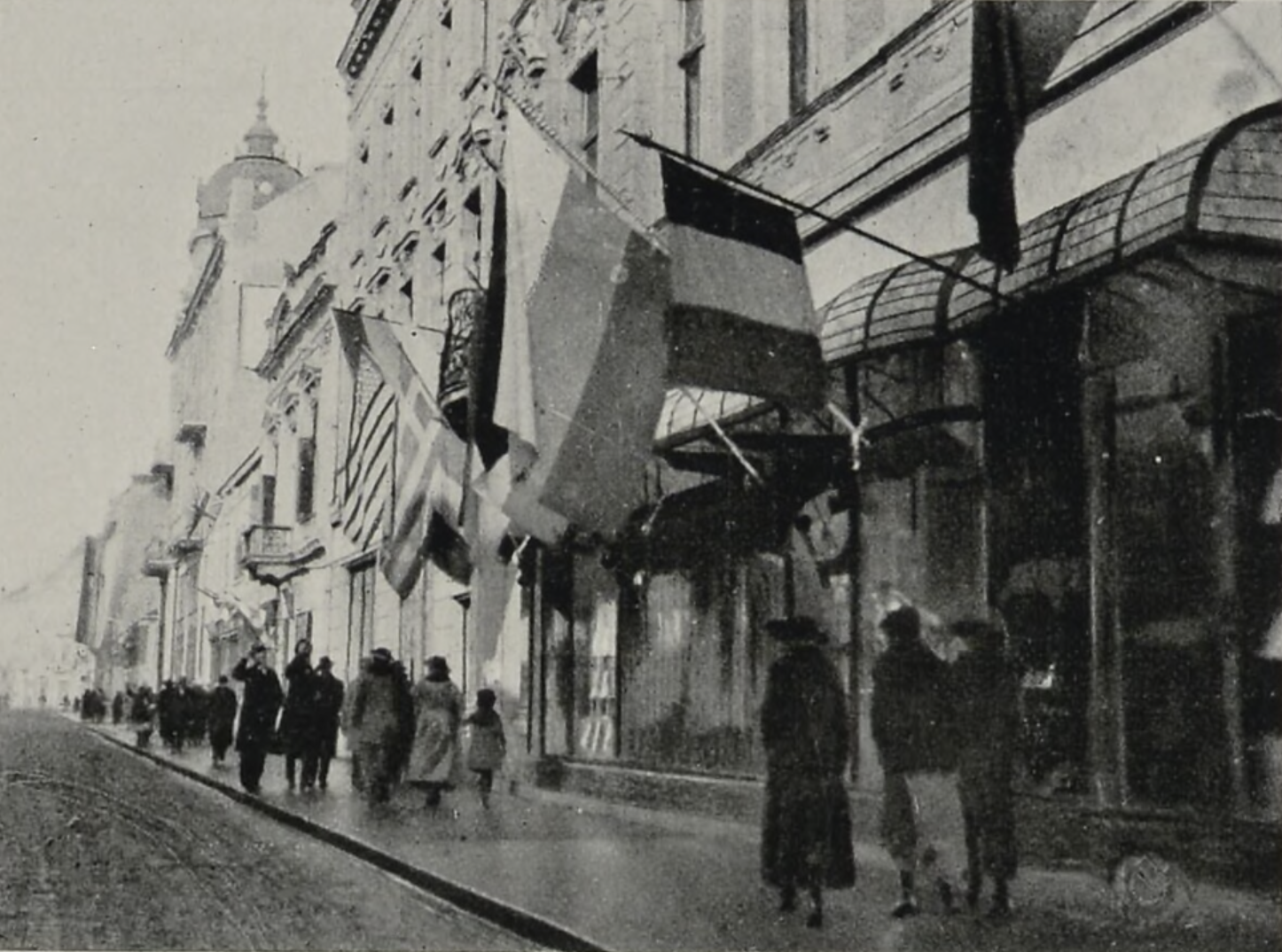
Bandeiras aliadas em Belgrado após a libertação (outono de 1918)

As forças aliadas avançaram em quatro direções. No centro, o 1º Exército Sérvio sob o comando de Petar Bojović e parte do Exército do Oriente Francês sob o comando de Paul Prosper Henrys avançaram para o norte. As forças alemãs não conseguiram se reagrupar e bloquear esse avanço em Niš. Vranje foi libertada em 5 de outubro, Niš em 11 de outubro e Belgrado em 1 de novembro. Aqui, o Exército Sérvio parou, quando o Estado dos Eslovenos, Croatas e Sérvios foi proclamado em 29 de outubro de 1918, em meio ao colapso iminente da Áustria-Hungria. 
O 2º Exército Sérvio sob o comando de Stepa Stepanović, com forças francesas, avançou para noroeste em direção ao Kosovo. Pristina foi libertada pela 11ª Divisão Colonial Francesa em 10 de outubro, e Peć em 17 de outubro. Em 3 de novembro, a fronteira com a Bósnia e Herzegovina foi alcançada. 
O Coronel Dragutin Milutinović liderou uma força sérvia, as "Tropas Scutari" (mais tarde "Tropas do Adriático"), para noroeste através da Albânia, com o objetivo de libertar Montenegro. Essa força chegou a Podgorica em 31 de outubro e encontrou Montenegro já libertado pelas forças paramilitares locais. Após uma última escaramuça, a força de ocupação austro-húngara evacuou Montenegro em 4 de novembro. 

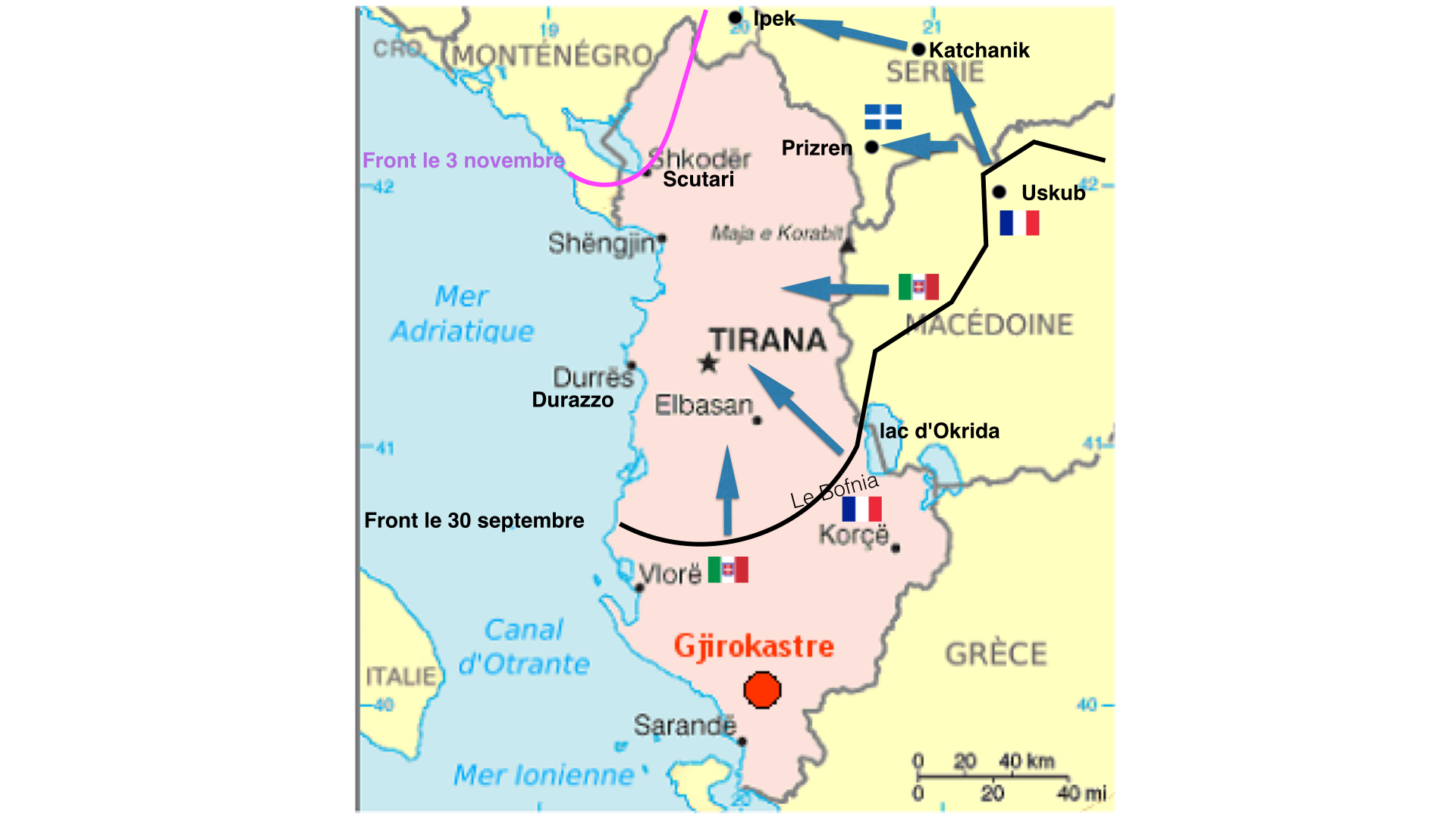
Libertação da Albânia (1918)

Na Albânia, o XIX Corpo Austro-Húngaro sob o comando de Karl von Pflanzer-Baltin retirou-se por terra para evitar o cerco. A Entente tinha controle firme do Mar Adriático, como demonstrado pelo bombardeio aliado de Durrës em 2 de outubro. O 16º Corpo de Exército italiano (CSIO) e a 57ª divisão francesa avançaram para o norte, libertando Berat em 1º de outubro, Durrës em 16 de outubro e Shkodër em 30 de outubro. Do leste, a 11ª Divisão Colonial Francesa, a 30ª Divisão, a 35ª Divisão Italiana e as 3ª e 4ª Divisões Gregas entraram na Albânia, libertando Elbasan em 8 de outubro. Tendo chegado a Kotor, as forças austro-húngaras renderam-se em 3 de novembro. 

## Ações na Bulgária, Romênia e Império Otomano
Após a capitulação da Bulgária, três divisões francesas, uma grega e uma britânica, a 26ª, chamadas juntas de Exército do Danúbio, sob o comando de Henri Mathias Berthelot, viajaram sem oposição, sob termos de armistício, pela Bulgária por ferrovia em direção à Romênia. No final de outubro, eles chegaram a Ruse, Pleven e Veliko Tarnovo. O seu avanço motivou a Romênia a reentrar na guerra a 10 de novembro, quando este exército atravessou o Danúbio em Svishtov, Giurgiu e Nikopol. 
Quando os búlgaros saíram da guerra, não havia mais forças das Potências Centrais para bloquear o avanço da Entente até Istambul. As forças da Entente chegaram a Makri, 30km da fronteira turca, em 28 de outubro. O Império Otomano capitulou dois dias depois. 

## Consequências
Com o colapso da Bulgária, Império Otomano e Áustria-Hungria, surgiram rivalidades entre os aliados da Entente. Itália e Sérvia entraram em conflito pela influência na Albânia e pela Questão do Adriático. Em Montenegro, uma guerra civil eclodiu entre os apoiadores da confederação com a Sérvia, apoiada pela Itália (Verdes), e os apoiadores de uma união plena com a Sérvia (Brancos). Sérvia e Romênia disputavam a região do Banato, o que levou a França a enviar forças de paz para o Banato até que as fronteiras fossem fixadas em 10 de setembro de 1919 no Tratado de Saint-Germain-en-Laye. 